# مرض نزف الأرانب
مرض نزف الأرانب (RHD)، المعروف أيضًا باسم مرض النزيف الفيروسي (VHD)، هو شكل شديد العدوى ومميت من التهاب الكبد الفيروسي الذي يصيب الأرانب الأوروبية. تؤثر بعض السلالات الفيروسية أيضًا على الأرانب البرية والأرانب ذات الذيل القطني. تتراوح معدلات الوفيات بشكل عام من 70 إلى 100 بالمائة. وينجم هذا المرض عن طريق سلالات من فيروس مرض نزف الأرنب (RHDV)، ولاغوفيروس في أسرة الفيروسات الكأسية.